# ママディ・ディアキテ
ママディ・ディアキテ (Mamadi Diakite , 1997年1月24日 - )は、ギニア・コナクリ州コナクリ出身のプロバスケットボール選手。ポジションはパワーフォワード。

## 来歴
2014年にNBA選手を目指す為に渡米。バージニア州セントジョージのブルーリッジ高校に留学。高校時代はサッカーや陸上競技でも活躍し、サッカーでは同州の2014-15シーズンの2ndチームに選手。更に陸上競技では走高跳で優勝するなど、優秀なアスリートとして名を馳せた。大学進学の際にはベイラー大学、南カリフォルニア大学、ワシントン大学などからの誘いを受けたが、最終的に地元のバージニア大学に進学。1年生時の2015-16シーズンはレッドシャツ制度適用により出場出来ず、2年生時の2016-17シーズンより公式戦出場。4年生時の2018-19シーズンに先発に定着し、
平均7.4得点4.4リバウンドを記録。更にNCAAトーナメントでは決勝戦でテキサス工科大学を85-77で下し、優勝を経験。その勢いで2019年のNBAドラフトにエントリーを表明したものの回避。2019-20シーズンは平均13.7得点6.8リバウンドを記録し、ACCの2ndチームに選出された。しかし、2020年のNBAドラフトでは指名外に終わった。
2020年11月24日にミルウォーキー・バックスと2ウェイ契約を締結。その後2021年2月にレイクランド・マジックでのプレーが決定。Gリーグで18.5得点10.3リバウンド2.1ブロックショットを記録し、Gリーグ2020-21シーズンのオールルーキーチームなどに選出された。4月に正式にバックスと選手契約を締結。これでNBA初のギニア出身選手となった。レギュラーシーズンは14試合に出場し3.1得点2.4リバウンドを記録。チームは50年ぶりのNBAファイナルに進出し、フェニックス・サンズを4勝2敗で下し優勝。しかし、バックスはディアキテを9月24日に解雇。その後2021-22シーズン開幕前にオクラホマシティ・サンダーのシーズンキャンプに参加するも、開幕前に解雇。その後2022年にサンダーに10日間契約で加入。21日に2度目の10日間契約を結んだ。
2022年10月17日にクリーブランド・キャバリアーズとツーウェイ契約を結んだ。
2024年1月1日にサンアントニオ・スパーズとツーウェイ契約を結んだが、3月2日に解雇された。
3月14日にニューヨーク・ニックスとツーウェイ契約を結び、同月25日にシーズン終了までの本契約を結んだ。
7月6日にミカル・ブリッジズ、ケイタ・ベイツ＝ディアップとのトレードでボヤン・ボグダノビッチ、シェイク・ミルトン、4つのドラフト1巡目指名権、1つのドラフト2巡目指名権と共にブルックリン・ネッツへ移籍したが、同月19日にザイア・ウィリアムズ、1つの2巡目指名権とのトレードでネマニャ・ダングビッチのドラフト交渉権と共にメンフィス・グリズリーズへ移籍した。8月27日、グリズリーズからウェイブされた。

## 個人成績

### NBA

#### レギュラーシーズン
| シーズン | チーム | GP | GS | MPG  | FG%  | 3P%  | FT%   | RPG | APG | SPG | BPG | PPG |
| -------- | ------ | -- | -- | ---- | ---- | ---- | ----- | --- | --- | --- | --- | --- |
| 2020–21† | MIL    | 14 | 1  | 10.1 | .400 | .125 | .786  | 2.4 | .6  | .5  | .4  | 3.1 |
| 2021–22  | OKC    | 13 | 3  | 14.4 | .532 | .000 | .545  | 4.5 | .2  | .4  | .7  | 4.3 |
| 2022–23  | CLE    | 22 | 2  | 8.0  | .480 | .333 | 1.000 | 1.4 | .4  | .2  | .4  | 2.6 |
| 2023–24  | SAS    | 3  | 0  | 5.3  | .800 | ---  | .667  | 1.0 | .7  | .0  | .3  | 4.0 |
| 2023–24  | NYK    | 3  | 0  | 2.8  | .000 | .000 | ---   | .3  | .0  | .3  | .0  | .0  |
| 通算     | 通算   | 55 | 6  | 9.6  | .483 | .229 | .697  | 2.3 | .4  | .3  | .4  | 3.1 |

#### プレーオフ
| シーズン | チーム | GP | GS | MPG | FG%  | 3P%  | FT%   | RPG | APG | SPG | BPG | PPG |
| -------- | ------ | -- | -- | --- | ---- | ---- | ----- | --- | --- | --- | --- | --- |
| 2021†    | MIL    | 7  | 0  | 5.0 | .200 | .500 | 1.000 | 1.0 | .0  | .4  | .1  | 1.0 |
| 2024     | NYK    | 4  | 0  | 3.7 | .000 | .000 | 1.000 | .8  | .3  | .3  | .3  | .5  |
| 通算     | 通算   | 11 | 0  | 4.5 | .154 | .250 | 1.000 | .9  | .1  | .4  | .2  | .8  |

### カレッジ
| シーズン | チーム     | GP           | GS           | MPG          | FG%          | 3P%          | FT%          | RPG          | APG          | SPG          | BPG          | PPG          |
| -------- | ---------- | ------------ | ------------ | ------------ | ------------ | ------------ | ------------ | ------------ | ------------ | ------------ | ------------ | ------------ |
| 2015–16  | バージニア | レッドシャツ | レッドシャツ | レッドシャツ | レッドシャツ | レッドシャツ | レッドシャツ | レッドシャツ | レッドシャツ | レッドシャツ | レッドシャツ | レッドシャツ |
| 2016–17  | バージニア | 32           | 0            | 14.0         | .543         | .273         | .545         | 2.6          | .2           | .3           | 1.2          | 3.8          |
| 2017–18  | バージニア | 34           | 0            | 15.6         | .577         | ---          | .780         | 3.0          | .1           | .4           | .5           | 5.4          |
| 2018–19  | バージニア | 38           | 22           | 21.8         | .550         | .294         | .700         | 4.4          | .3           | .4           | 1.7          | 7.4          |
| 2019–20  | バージニア | 30           | 30           | 32.8         | .478         | .364         | .754         | 6.8          | .6           | .8           | 1.3          | 13.7         |
| 通算     | 通算       | 134          | 52           | 20.9         | .524         | .337         | .720         | 4.1          | .3           | .5           | 1.2          | 7.4          |